# 6e étape du Tour d'Italie 2020
Pour un article plus général, voir Tour d'Italie 2020.
La 6e étape du Tour d'Italie 2020 se déroule le jeudi 8 octobre 2020 entre Castrovillari et Matera, sur une distance de 188 km.

## Déroulement de la course
Un fort de vent de face accompagne le peloton tout au long de l'étape. Ainsi, les difficultés du jour n'empêchent pas un sprint massif. Derrière les quatre échappés, Démare est le plus rapide au premier sprint intermédiaire, devançant Maciej Bodnar (Bora-Hansgrohe) et Sagan. Arnaud Démare est à nouveau le plus fort lors du sprint final, il lève les bras devant Michael Matthews et Fabio Felline (Astana). Le champion de France prend également la tête du classement par points, devant Sagan, seulement 8e de l'étape.

## Résultats

### Classement de l'étape
| \| Classement de l'étape \| Classement de l'étape \| Classement de l'étape \| Classement de l'étape \| Classement de l'étape \| \| Coureur \| Coureur \| Pays \| Équipe \| Temps \| \| --------------------- \| --------------------- \| --------------------- \| ---------------------- \| --------------------- \| \| 1er \| Arnaud Démare \| France \| Groupama-FDJ \| 4 h 54 min 38 s \| \| 2e \| Michael Matthews \| Australie \| Team Sunweb \| + 0 s \| \| 3e \| Fabio Felline \| Italie \| Astana \| + 0 s \| \| 4e \| Sebastián Molano \| Colombie \| UAE Team Emirates \| + 0 s \| \| 5e \| Davide Cimolai \| Italie \| Israel Start-Up Nation \| + 0 s \| \| 6e \| Andrea Vendrame \| Italie \| AG2R La Mondiale \| + 0 s \| \| 7e \| Mikkel Honoré \| Danemark \| Deceuninck-Quick Step \| + 0 s \| \| 8e \| Peter Sagan \| Slovaquie \| Bora-Hansgrohe \| + 0 s \| \| 9e \| Enrico Battaglin \| Italie \| Bahrain McLaren \| + 0 s \| \| 10e \| Jhonatan Narváez \| Équateur \| Ineos Grenadiers \| + 0 s \| |                  |           |                        |                 |
| |                  |           |                        |                 |
| Source : ProCyclingStats |                  |           |                        |                 |
| Classement de l'étape |                  |           |                        |                 |
| Coureur | Coureur          | Pays      | Équipe                 | Temps           |
| 1er | Arnaud Démare    | France    | Groupama-FDJ           | 4 h 54 min 38 s |
| 2e | Michael Matthews | Australie | Team Sunweb            | + 0 s           |
| 3e | Fabio Felline    | Italie    | Astana                 | + 0 s           |
| 4e | Sebastián Molano | Colombie  | UAE Team Emirates      | + 0 s           |
| 5e | Davide Cimolai   | Italie    | Israel Start-Up Nation | + 0 s           |
| 6e | Andrea Vendrame  | Italie    | AG2R La Mondiale       | + 0 s           |
| 7e | Mikkel Honoré    | Danemark  | Deceuninck-Quick Step  | + 0 s           |
| 8e | Peter Sagan      | Slovaquie | Bora-Hansgrohe         | + 0 s           |
| 9e | Enrico Battaglin | Italie    | Bahrain McLaren        | + 0 s           |
| 10e | Jhonatan Narváez | Équateur  | Ineos Grenadiers       | + 0 s           |

### Points attribués pour le classement par points
| Sprint intermédiaire San Severino Lucano (km 62,1) | Sprint intermédiaire San Severino Lucano (km 62,1) | Sprint intermédiaire San Severino Lucano (km 62,1) | Sprint intermédiaire San Severino Lucano (km 62,1) | Sprint intermédiaire San Severino Lucano (km 62,1) |
| -------------------------------------------------- | -------------------------------------------------- | -------------------------------------------------- | -------------------------------------------------- | -------------------------------------------------- |
|                                                    | Coureur                                            | Pays                                               | Équipe                                             | Point(s)                                           |
| 1er                                                | Mattia Bais                                        | Italie                                             | Androni Giocattoli-Sidermec                        | 12                                                 |
| 2e                                                 | Marco Frapporti                                    | Italie                                             | Vini Zabù-KTM                                      | 8                                                  |
| 3e                                                 | Filippo Zana                                       | Italie                                             | Bardiani CSF Faizanè                               | 6                                                  |
| 4e                                                 | James Whelan                                       | Australie                                          | EF Pro Cycling                                     | 5                                                  |
| 5e                                                 | Arnaud Démare                                      | France                                             | Groupama-FDJ                                       | 4                                                  |
| 6e                                                 | Maciej Bodnar                                      | Pologne                                            | Bora-Hansgrohe                                     | 3                                                  |
| 7e                                                 | Peter Sagan                                        | Slovaquie                                          | Bora-Hansgrohe                                     | 2                                                  |
| 8e                                                 | Patrick Gamper                                     | Autriche                                           | Bora-Hansgrohe                                     | 1                                                  |
| modifier                                           |                                                    |                                                    |                                                    |                                                    |

| Arrivée d'étape Roccaraso (km 207) | Arrivée d'étape Roccaraso (km 207) | Arrivée d'étape Roccaraso (km 207) | Arrivée d'étape Roccaraso (km 207) | Arrivée d'étape Roccaraso (km 207) |
| ---------------------------------- | ---------------------------------- | ---------------------------------- | ---------------------------------- | ---------------------------------- |
|                                    | Coureur                            | Pays                               | Équipe                             | Point(s)                           |
| 1er                                | Arnaud Démare                      | France                             | Groupama-FDJ                       | 50                                 |
| 2e                                 | Michael Matthews                   | Australie                          | Sunweb                             | 35                                 |
| 3e                                 | Fabio Felline                      | Italie                             | Astana                             | 25                                 |
| 4e                                 | Sebastián Molano                   | Colombie                           | UAE Emirates                       | 18                                 |
| 5e                                 | Davide Cimolai                     | Italie                             | Israel Start-Up Nation             | 14                                 |
| 6e                                 | Andrea Vendrame                    | Italie                             | AG2R La Mondiale                   | 12                                 |
| 7e                                 | Mikkel Honoré                      | Danemark                           | Deceuninck-Quick Step              | 10                                 |
| 8e                                 | Peter Sagan                        | Slovaquie                          | Bora-Hansgrohe                     | 8                                  |
| 9e                                 | Enrico Battaglin                   | Italie                             | Bahrain-McLaren                    | 7                                  |
| 10e                                | Jhonatan Narváez                   | Équateur                           | Ineos Grenadiers                   | 6                                  |
| 11e                                | Davide Ballerini                   | Italie                             | Deceuninck-Quick Step              | 5                                  |
| 12e                                | Gianluca Brambilla                 | Italie                             | Trek-Segafredo                     | 4                                  |
| 13e                                | Simon Clarke                       | Australie                          | EF Pro Cycling                     | 3                                  |
| 14e                                | Jakob Fuglsang                     | Danemark                           | Astana                             | 2                                  |
| 15e                                | Filippo Fiorelli                   | Italie                             | Bardiani CSF Faizanè               | 1                                  |
| modifier                           |                                    |                                    |                                    |                                    |

### Points attribués pour le classement du meilleur grimpeur
| \| Millotta (km 162,3) 3e catégorie (4,7 km à 6,9%) \| Millotta (km 162,3) 3e catégorie (4,7 km à 6,9%) \| Millotta (km 162,3) 3e catégorie (4,7 km à 6,9%) \| Millotta (km 162,3) 3e catégorie (4,7 km à 6,9%) \| Millotta (km 162,3) 3e catégorie (4,7 km à 6,9%) \| \| ------------------------------------------------ \| ------------------------------------------------ \| ------------------------------------------------ \| ------------------------------------------------ \| ------------------------------------------------ \| \| \| Coureur \| Pays \| Équipe \| Point(s) \| \| 1er \| James Whelan \| Australie \| EF Pro Cycling \| 9 \| \| 2e \| Marco Frapporti \| Italie \| Vini Zabù-KTM \| 4 \| \| 3e \| Thomas De Gendt \| Belgique \| Lotto-Soudal \| 2 \| \| 4e \| Domenico Pozzovivo \| Italie \| NTT Pro Cycling \| 1 \| \| modifier \| \| \| \| \| |                    |           |                 |          |
| Millotta (km 162,3) 3e catégorie (4,7 km à 6,9%) |                    |           |                 |          |
| | Coureur            | Pays      | Équipe          | Point(s) |
| 1er | James Whelan       | Australie | EF Pro Cycling  | 9        |
| 2e | Marco Frapporti    | Italie    | Vini Zabù-KTM   | 4        |
| 3e | Thomas De Gendt    | Belgique  | Lotto-Soudal    | 2        |
| 4e | Domenico Pozzovivo | Italie    | NTT Pro Cycling | 1        |
| modifier |                    |           |                 |          |

### Points attribués pour le classement des sprints intermédiaires
| Sprint intermédiaire San Severino Lucano (km 62,1) | Sprint intermédiaire San Severino Lucano (km 62,1) | Sprint intermédiaire San Severino Lucano (km 62,1) | Sprint intermédiaire San Severino Lucano (km 62,1) | Sprint intermédiaire San Severino Lucano (km 62,1) |
| -------------------------------------------------- | -------------------------------------------------- | -------------------------------------------------- | -------------------------------------------------- | -------------------------------------------------- |
|                                                    | Coureur                                            | Pays                                               | Équipe                                             | Point(s)                                           |
| 1er                                                | Mattia Bais                                        | Italie                                             | Androni Giocattoli-Sidermec                        | 10                                                 |
| 2e                                                 | Marco Frapporti                                    | Italie                                             | Vini Zabù-KTM                                      | 6                                                  |
| 3e                                                 | Filippo Zana                                       | Italie                                             | Bardiani CSF Faizanè                               | 3                                                  |
| 4e                                                 | James Whelan                                       | Australie                                          | EF Pro Cycling                                     | 2                                                  |
| 5e                                                 | Arnaud Démare                                      | France                                             | Groupama-FDJ                                       | 1                                                  |
| modifier                                           |                                                    |                                                    |                                                    |                                                    |

| Sprint intermédiaire Craco Peschiera (km 135,1) | Sprint intermédiaire Craco Peschiera (km 135,1) | Sprint intermédiaire Craco Peschiera (km 135,1) | Sprint intermédiaire Craco Peschiera (km 135,1) | Sprint intermédiaire Craco Peschiera (km 135,1) |
| ----------------------------------------------- | ----------------------------------------------- | ----------------------------------------------- | ----------------------------------------------- | ----------------------------------------------- |
|                                                 | Coureur                                         | Pays                                            | Équipe                                          | Point(s)                                        |
| 1er                                             | Marco Frapporti                                 | Italie                                          | Vini Zabù-KTM                                   | 10                                              |
| 2e                                              | Mattia Bais                                     | Italie                                          | Androni Giocattoli-Sidermec                     | 6                                               |
| 3e                                              | Filippo Zana                                    | Italie                                          | Bardiani CSF Faizanè                            | 3                                               |
| 4e                                              | James Whelan                                    | Australie                                       | EF Pro Cycling                                  | 2                                               |
| 5e                                              | Cesare Benedetti                                | Italie                                          | Bora-Hansgrohe                                  | 1                                               |
| modifier                                        |                                                 |                                                 |                                                 |                                                 |

### Bonifications
|   | Coureur         | Pays   | Équipe                      | Secondes |
| - | --------------- | ------ | --------------------------- | -------- |
| 1 | Marco Frapporti | Italie | Vini Zabù-KTM               | 3 s      |
| 2 | Mattia Bais     | Italie | Androni Giocattoli-Sidermec | 2 s      |
| 3 | Filippo Zana    | Italie | Bardiani CSF Faizanè        | 1 s      |

|   | Coureur          | Pays      | Équipe       | Secondes |
| - | ---------------- | --------- | ------------ | -------- |
| 1 | Arnaud Démare    | France    | Groupama-FDJ | 10 s     |
| 2 | Michael Matthews | Australie | Sunweb       | 6 s      |
| 3 | Fabio Felline    | Italie    | Astana       | 4 s      |

## Classements à l'issue de l'étape

### Classement général
| \| Classement général \| Classement général \| Classement général \| Classement général \| Classement général \| \| Coureur \| Coureur \| Pays \| Équipe \| Temps \| \| ------------------ \| ------------------ \| ------------------ \| --------------------- \| ------------------ \| \| 1er \| João Almeida \| Portugal \| Deceuninck-Quick Step \| 22 h 01 min 01 s \| \| 2e \| Pello Bilbao \| Espagne \| Bahrain McLaren \| + 43 s \| \| 3e \| Wilco Kelderman \| Pays-Bas \| Team Sunweb \| + 48 s \| \| 4e \| Harm Vanhoucke \| Belgique \| Lotto-Soudal \| + 59 s \| \| 5e \| Vincenzo Nibali \| Italie \| Trek-Segafredo \| + 1 min 01 s \| \| 6e \| Domenico Pozzovivo \| Italie \| NTT Pro Cycling \| + 1 min 05 s \| \| 7e \| Jakob Fuglsang \| Danemark \| Astana \| + 1 min 19 s \| \| 8e \| Steven Kruijswijk \| Pays-Bas \| Jumbo-Visma \| + 1 min 21 s \| \| 9e \| Patrick Konrad \| Autriche \| Bora-Hansgrohe \| + 1 min 26 s \| \| 10e \| Rafał Majka \| Pologne \| Bora-Hansgrohe \| + 1 min 32 s \| |                    |          |                       |                  |
| |                    |          |                       |                  |
| Source : ProCyclingStats |                    |          |                       |                  |
| Classement général |                    |          |                       |                  |
| Coureur | Coureur            | Pays     | Équipe                | Temps            |
| 1er | João Almeida       | Portugal | Deceuninck-Quick Step | 22 h 01 min 01 s |
| 2e | Pello Bilbao       | Espagne  | Bahrain McLaren       | + 43 s           |
| 3e | Wilco Kelderman    | Pays-Bas | Team Sunweb           | + 48 s           |
| 4e | Harm Vanhoucke     | Belgique | Lotto-Soudal          | + 59 s           |
| 5e | Vincenzo Nibali    | Italie   | Trek-Segafredo        | + 1 min 01 s     |
| 6e | Domenico Pozzovivo | Italie   | NTT Pro Cycling       | + 1 min 05 s     |
| 7e | Jakob Fuglsang     | Danemark | Astana                | + 1 min 19 s     |
| 8e | Steven Kruijswijk  | Pays-Bas | Jumbo-Visma           | + 1 min 21 s     |
| 9e | Patrick Konrad     | Autriche | Bora-Hansgrohe        | + 1 min 26 s     |
| 10e | Rafał Majka        | Pologne  | Bora-Hansgrohe        | + 1 min 32 s     |

| Classement par points | Classement par points | Classement par points | Classement par points  | Classement par points |
| Coureur               | Coureur               | Pays                  | Équipe                 | Points                |
| --------------------- | --------------------- | --------------------- | ---------------------- | --------------------- |
| 1er                   | Arnaud Démare         | France                | Groupama-FDJ           | 106 pts               |
| 2e                    | Peter Sagan           | Slovaquie             | Bora-Hansgrohe         | 67 pts                |
| 3e                    | Michael Matthews      | Australie             | Team Sunweb            | 55 pts                |
| 4e                    | Filippo Ganna         | Italie                | Ineos Grenadiers       | 45 pts                |
| 5e                    | Andrea Vendrame       | Italie                | AG2R La Mondiale       | 30 pts                |
| 6e                    | Davide Ballerini      | Italie                | Deceuninck-Quick Step  | 30 pts                |
| 7e                    | João Almeida          | Portugal              | Deceuninck-Quick Step  | 29 pts                |
| 8e                    | Diego Ulissi          | Italie                | UAE Team Emirates      | 27 pts                |
| 9e                    | Fabio Felline         | Italie                | Astana                 | 25 pts                |
| 10e                   | Davide Cimolai        | Italie                | Israel Start-Up Nation | 24 pts                |

| Classement par points | Classement par points | Classement par points | Classement par points  | Classement par points |
| Coureur               | Coureur               | Pays                  | Équipe                 | Points                |
| --------------------- | --------------------- | --------------------- | ---------------------- | --------------------- |
| 1er                   | Arnaud Démare         | France                | Groupama-FDJ           | 106 pts               |
| 2e                    | Peter Sagan           | Slovaquie             | Bora-Hansgrohe         | 67 pts                |
| 3e                    | Michael Matthews      | Australie             | Team Sunweb            | 55 pts                |
| 4e                    | Filippo Ganna         | Italie                | Ineos Grenadiers       | 45 pts                |
| 5e                    | Andrea Vendrame       | Italie                | AG2R La Mondiale       | 30 pts                |
| 6e                    | Davide Ballerini      | Italie                | Deceuninck-Quick Step  | 30 pts                |
| 7e                    | João Almeida          | Portugal              | Deceuninck-Quick Step  | 29 pts                |
| 8e                    | Diego Ulissi          | Italie                | UAE Team Emirates      | 27 pts                |
| 9e                    | Fabio Felline         | Italie                | Astana                 | 25 pts                |
| 10e                   | Davide Cimolai        | Italie                | Israel Start-Up Nation | 24 pts                |

| Classement de la montagne | Classement de la montagne | Classement de la montagne | Classement de la montagne   | Classement de la montagne |
| Coureur                   | Coureur                   | Pays                      | Équipe                      | Points                    |
| ------------------------- | ------------------------- | ------------------------- | --------------------------- | ------------------------- |
| 1er                       | Filippo Ganna             | Italie                    | Ineos Grenadiers            | 41 pts                    |
| 2e                        | Jonathan Caicedo          | Équateur                  | EF Pro Cycling              | 40 pts                    |
| 3e                        | Domenico Pozzovivo        | Italie                    | NTT Pro Cycling             | 19 pts                    |
| 4e                        | Edoardo Zardini           | Italie                    | Vini Zabù-Brado-KTM         | 18 pts                    |
| 5e                        | Jakob Fuglsang            | Danemark                  | Astana                      | 18 pts                    |
| 6e                        | Giovanni Visconti         | Italie                    | Vini Zabù-Brado-KTM         | 18 pts                    |
| 7e                        | Wilco Kelderman           | Pays-Bas                  | Team Sunweb                 | 15 pts                    |
| 8e                        | Harm Vanhoucke            | Belgique                  | Lotto-Soudal                | 12 pts                    |
| 9e                        | Vincenzo Nibali           | Italie                    | Trek-Segafredo              | 11 pts                    |
| 10e                       | Simon Pellaud             | Suisse                    | Androni Giocattoli-Sidermec | 9 pts                     |

| Classement de la montagne | Classement de la montagne | Classement de la montagne | Classement de la montagne   | Classement de la montagne |
| Coureur                   | Coureur                   | Pays                      | Équipe                      | Points                    |
| ------------------------- | ------------------------- | ------------------------- | --------------------------- | ------------------------- |
| 1er                       | Filippo Ganna             | Italie                    | Ineos Grenadiers            | 41 pts                    |
| 2e                        | Jonathan Caicedo          | Équateur                  | EF Pro Cycling              | 40 pts                    |
| 3e                        | Domenico Pozzovivo        | Italie                    | NTT Pro Cycling             | 19 pts                    |
| 4e                        | Edoardo Zardini           | Italie                    | Vini Zabù-Brado-KTM         | 18 pts                    |
| 5e                        | Jakob Fuglsang            | Danemark                  | Astana                      | 18 pts                    |
| 6e                        | Giovanni Visconti         | Italie                    | Vini Zabù-Brado-KTM         | 18 pts                    |
| 7e                        | Wilco Kelderman           | Pays-Bas                  | Team Sunweb                 | 15 pts                    |
| 8e                        | Harm Vanhoucke            | Belgique                  | Lotto-Soudal                | 12 pts                    |
| 9e                        | Vincenzo Nibali           | Italie                    | Trek-Segafredo              | 11 pts                    |
| 10e                       | Simon Pellaud             | Suisse                    | Androni Giocattoli-Sidermec | 9 pts                     |

| Classement du meilleur jeune | Classement du meilleur jeune | Classement du meilleur jeune | Classement du meilleur jeune | Classement du meilleur jeune |
| Coureur                      | Coureur                      | Pays                         | Équipe                       | Temps                        |
| ---------------------------- | ---------------------------- | ---------------------------- | ---------------------------- | ---------------------------- |
| 1er                          | João Almeida                 | Portugal                     | Deceuninck-Quick Step        | 22 h 01 min 01 s             |
| 2e                           | Harm Vanhoucke               | Belgique                     | Lotto-Soudal                 | + 59 s                       |
| 3e                           | Jai Hindley                  | Australie                    | Team Sunweb                  | + 1 min 33 s                 |
| 4e                           | Sergio Samitier              | Espagne                      | Movistar Team                | + 2 min 12 s                 |
| 5e                           | Lucas Hamilton               | Australie                    | Mitchelton-Scott             | + 2 min 47 s                 |
| 6e                           | Brandon McNulty              | États-Unis                   | UAE Team Emirates            | + 2 min 57 s                 |
| 7e                           | Tao Geoghegan Hart           | Royaume-Uni                  | Ineos Grenadiers             | + 3 min 18 s                 |
| 8e                           | James Knox                   | Royaume-Uni                  | Deceuninck-Quick Step        | + 3 min 26 s                 |
| 9e                           | Aurélien Paret-Peintre       | France                       | AG2R La Mondiale             | + 4 min 31 s                 |
| 10e                          | Sam Oomen                    | Pays-Bas                     | Team Sunweb                  | + 8 min 12 s                 |

| Classement du meilleur jeune | Classement du meilleur jeune | Classement du meilleur jeune | Classement du meilleur jeune | Classement du meilleur jeune |
| Coureur                      | Coureur                      | Pays                         | Équipe                       | Temps                        |
| ---------------------------- | ---------------------------- | ---------------------------- | ---------------------------- | ---------------------------- |
| 1er                          | João Almeida                 | Portugal                     | Deceuninck-Quick Step        | 22 h 01 min 01 s             |
| 2e                           | Harm Vanhoucke               | Belgique                     | Lotto-Soudal                 | + 59 s                       |
| 3e                           | Jai Hindley                  | Australie                    | Team Sunweb                  | + 1 min 33 s                 |
| 4e                           | Sergio Samitier              | Espagne                      | Movistar Team                | + 2 min 12 s                 |
| 5e                           | Lucas Hamilton               | Australie                    | Mitchelton-Scott             | + 2 min 47 s                 |
| 6e                           | Brandon McNulty              | États-Unis                   | UAE Team Emirates            | + 2 min 57 s                 |
| 7e                           | Tao Geoghegan Hart           | Royaume-Uni                  | Ineos Grenadiers             | + 3 min 18 s                 |
| 8e                           | James Knox                   | Royaume-Uni                  | Deceuninck-Quick Step        | + 3 min 26 s                 |
| 9e                           | Aurélien Paret-Peintre       | France                       | AG2R La Mondiale             | + 4 min 31 s                 |
| 10e                          | Sam Oomen                    | Pays-Bas                     | Team Sunweb                  | + 8 min 12 s                 |

| Classement par équipes | Classement par équipes | Classement par équipes | Classement par équipes |
| Équipe                 | Équipe                 | Pays                   | Temps                  |
| ---------------------- | ---------------------- | ---------------------- | ---------------------- |
| 1re                    | Deceuninck-Quick Step  | Belgique               | 66 h 07 min 26 s       |
| 2e                     | Team Sunweb            | Allemagne              | + 1 min 22 s           |
| 3e                     | Ineos Grenadiers       | Royaume-Uni            | + 3 min 34 s           |
| 4e                     | Jumbo-Visma            | Pays-Bas               | + 4 min 22 s           |
| 5e                     | Mitchelton-Scott       | Australie              | + 6 min 03 s           |
| 6e                     | Bora-Hansgrohe         | Allemagne              | + 7 min 51 s           |
| 7e                     | AG2R La Mondiale       | France                 | + 11 min 30 s          |
| 8e                     | Movistar Team          | Espagne                | + 15 min 34 s          |
| 9e                     | Trek-Segafredo         | États-Unis             | + 17 min 35 s          |
| 10e                    | Bahrain McLaren        | Bahreïn                | + 18 min 12 s          |

| Classement par équipes | Classement par équipes | Classement par équipes | Classement par équipes |
| Équipe                 | Équipe                 | Pays                   | Temps                  |
| ---------------------- | ---------------------- | ---------------------- | ---------------------- |
| 1re                    | Deceuninck-Quick Step  | Belgique               | 66 h 07 min 26 s       |
| 2e                     | Team Sunweb            | Allemagne              | + 1 min 22 s           |
| 3e                     | Ineos Grenadiers       | Royaume-Uni            | + 3 min 34 s           |
| 4e                     | Jumbo-Visma            | Pays-Bas               | + 4 min 22 s           |
| 5e                     | Mitchelton-Scott       | Australie              | + 6 min 03 s           |
| 6e                     | Bora-Hansgrohe         | Allemagne              | + 7 min 51 s           |
| 7e                     | AG2R La Mondiale       | France                 | + 11 min 30 s          |
| 8e                     | Movistar Team          | Espagne                | + 15 min 34 s          |
| 9e                     | Trek-Segafredo         | États-Unis             | + 17 min 35 s          |
| 10e                    | Bahrain McLaren        | Bahreïn                | + 18 min 12 s          |

## Abandons
- Brent Bookwalter (Mitchelton-Scott) : non-partant